# Аккарское нефтегазовое месторождение
Аккар — нефтегазовое месторождение в Казахстане. Расположено в Мангистауской области, в 20 км к север-западу от нефтепромысла Жетыбай. Открыто в 1989 году. Промышленная разработка месторождения началось 1992 году.
В Аккаре выявлены 5 нефтегазовые структуры — Северный Аккар, Восточный Аккар, Южный Аккар, Ауртас и Ушак. Между собой структуры разделены тектоническими разломами. Продуктивным возрастом Аккара является верхний и средний триасовые отложений. Продуктивные отложения находятся на глубине 2900-3300 м.
Геологические запасы нефти составляют 50 млн тонн, а газы — 2 млрд. м3.
Разработка Северного Аккара ведёт казахская нефтяная компания ОАО «Мангистаумунайгаз» и его ПУ Жетыбаймунайгаз. Добыча нефти составила 25 тыс. тонн.
Jupiter Energy начала пробную эксплуатацию Восточного Аккара в ноябре 2010 году.